# روس وير
روس وير (بالإنجليزية: Ross Weare)‏ هو لاعب كرة قدم بريطاني في مركز الهجوم، ولد في 19 مارس 1977 في لندن في المملكة المتحدة. لعب مع كوينز بارك رينجرز.